# Morti nel 48 a.C.
| Questa pagina contiene informazioni ricavate automaticamente dalle voci biografiche con l'ausilio del template Bio e di un bot. L'aggiornamento è periodico e automatico e ricostruisce completamente la pagina. Se manca una persona in questa lista, sei pregato di non aggiungerla, ma accertati piuttosto che la sua voce biografica contenga il template Bio e che i dati anagrafici siano correttamente compilati. Se il template Bio manca, inseriscilo tu stesso o, in alternativa, metti l'avviso {{tmp\|Bio}} che ne segnala la mancanza. Se i dati riportati sono sbagliati, correggi direttamente la voce biografica; le modifiche saranno visibili in questa lista entro pochi giorni. Per chiarimenti vedi il progetto biografie. La lista contiene solo le 13 persone che sono citate nell'enciclopedia e per le quali è stato implementato correttamente il template Bio. Pagina aggiornata al 26 apr 2025. |

- 9 agosto - Gaio Crastino, centurione romano (n. 85 a.C.)
- 28 settembre - Gneo Pompeo Magno, generale e politico romano (n. 106 a.C.)
- Achilla, generale egizio
- Marco Celio Rufo, politico e oratore romano (n. 82 a.C.)
- Gneo Cornelio Lentulo Marcellino, politico e militare romano
- Lucio Domizio Enobarbo, politico e generale romano
- Gaia Afrania, oratrice romana
- Buru di Buyeo, re coreano (n. 86 a.C.)
- Publio Cornelio Lentulo Spintere, politico romano
- Lucio Cornelio Lentulo Crure, politico romano
- Marco Calpurnio Bibulo, politico romano
- Tito Annio Milone, politico romano
- Potino, generale egizio